# Hrabětice (przystanek kolejowy)
Hrabětice – przystanek kolejowy w Hraběticach, w kraju południowomorawskim, w Czechach. Znajduje się na wysokości 200 m n.p.m.
Jest zarządzany przez Railway Capital. Na przystanku nie ma możliwości zakupu biletów, a obsługa podróżnych odbywa się w pociągu.

## Linie kolejowe
- 245 Hrušovany nad Jevišovkou - Hevlín